# Family Gay
Family Gay (en español: Padre de Familia) (titulado Un gay en la familia en España y Gay de familia en Hispanoamérica) es el octavo episodio de la séptima temporada de la serie Padre de familia emitido en Estados Unidos el 8 de marzo de 2009 a través de FOX. El programa fue calificado como TV-14-DSLV (actualmente TV-14-DLSV) por sus diálogos sugestivos, situaciones sexuales, lenguaje crudo y violencia.
Fue escrito por Richard Appel y dirigido por Brian Iles. Como artistas invitados, Seth Rogen le presta su voz a Peter en la escena del "Gen Rogen" y Meredith Baxter como sí misma. 
Las críticas recibidas fueron dispares, entre las que se encuentra una de protesta por parte de la PTC por el argumento. A pesar de las controversias fue nominado a un Emmy a la Mejor Comedia.
La trama se centra en Peter que tras comprar un caballo con daños cerebrales y llevarlo a competir a un hipódromo pierde 100.000 dólares. Para poder sufragar el gasto Peter decide hacer de cobaya humano en experimentos médicos dejándose inyectar genes. Uno de ellos es un gen gay que lo transforma y provoca que abandone a su familia. Ellos harán todo lo posible para recuperarlo.

## Argumento
Cuando Lois le pide a Peter que vaya a comprar judías, éste vuelve con un caballo con daños cerebrales al que presenta a una carrera en un hipódromo. Éste termina causando un caos de 100.000 dólares en daños. Al no poder pagarlo, Peter decide presentarse a un ensayo clínico remunerado para inyectarse genes, tras deshacerse del caballo muerto tirándolo a la farmacia de Mort.
Uno de los genes que le inyectan a Peter resulta ser un gen gay (los otros son de ardilla y el gen de Seth Rogen) y al volver a casa toda la familia se da cuenta de la transformación. Al principio Lois estaba conforme con la homosexualidad de Peter, pero cuando se disponen a hacer el amor por la noche, Lois no se siente atraída por Peter por su afeminamiento.
Lois lleva a Peter al médico que le había inyectado el gen para preguntarle cuánto durarían los efectos. Éste contesta que no lo sabe, que pueden durar semanas, meses, años o incluso quedarse así para siempre, aunque Peter dice que no le importa, a Lois le preocupa que puedan tratarle mal.
Al día siguiente Peter trae a su nuevo novio Scott, y anuncia que se va de la casa con él y que deja a Chris como el hombre de la casa, mientras Lois llora su pérdida. Peter lleva a su novio a un restaurante, y mientras tanto, en la casa, Brian se siente mal por Lois y pregunta si puede hacer algo por ella, a lo que Stewie responde que sí, que se ha informado y puede llevarlo al campamento hetero para someterlo a terapia de reorientación sexual. Brian y Stewie llegan a la nueva casa de Peter, le duermen con un dardo anestésico y lo trasladan al campamento hetero.
Lois se arrepiente del secuestro y acude al campamento para llevar a Peter de nuevo con Scott. Al llegar a su casa, su novio le comunica que va a hacer realidad su sueño, un «ménage à once». Mientras tanto, en el hospital el médico descubre que los efectos del gen gay sólo duran dos semanas y media, y casualmente, el efecto del gen en Peter se pasa justo cuando está en plena orgía con Scott y otros nueve hombres.
De nuevo en su vieja casa, la familia acuerda no volver a hablar del tema y agradecen que todo haya vuelto a la normalidad, aunque Mort les devuelve su caballo muerto arrojándolo por la ventana.

## Producción
El episodio fue escrito por Richard Appel, cocreador del [entonces] futuro spin-off The Cleveland Show, siendo hasta la fecha su primer guion para la serie. John Viener fue el editor ejecutivo. Seth MacFarlane comentó que tenía "algunas ideas" desde la tercera temporada sobre un capítulo en el que Peter saliera del armario. Los guionistas buscaron "lanzarse a la aventura" y en su primer borrador mostraron una imagen de Peter "demasiado refinada" y buscaron una manera de exagerar el comportamiento gay del personaje. Estos incluyeron en el argumento el debate sobre si el ser es gay de nacimiento o una elección.
En cuanto a la dirección, Brian Iles estuvo al cargo junto a James Purdum y Peter Shin como supervisores de dirección. Junto a él colaboraron otros miembros del equipo técnico en la animática del episodio, entre ellos se encontraba Deborah Cane y Kenji Ono: asistente de dirección. El propio Iles sugirió algunas ideas como el vestuario de Peter al igual que las revistas que debía leer. Los caballos fueron "bautizados" con nombres de las series canceladas de la FOX, bien como tributo a las fallidas producciones o al episodio de la cuarta temporada: North by North Quahog, primer episodio tras la reanudación de la serie en 2005. Antes de la emisión, MacFarlane pensó en eliminar el flashback de Matt Damon puesto que coincidía con él en sus críticas hacia la política Sarah Palin.
Aparte del reparto principal de la serie, el equipo de guionistas: Kirker Butler, John Viener, Mark Hentemann, Alec Sulkin y Danny Smith colaboraron en menor medida. Como artistas invitados, los actores: John G. Brennan, Meredith Baxter y Seth Rogen prestan sus voces a sus respectivos personajes.

### Edición DVD
El episodio fue incluido junto con los ocho primeros de la séptima temporada en la séptima (octava en la Región PAL 2) temporada y puesto a la venta el 16 de junio de 2009 por la 20th Century Fox un mes después del final de la temporada.
La edición DVD incluye escenas eliminadas, extendidas e indultadas, comentario de audio y la animática.